# 沈毅
沈毅，是開漳聖王陳元光的傳說中的四輔將軍之一的「輔顯將軍」，以作戰勇猛著稱，頗受紀緬而常在各地的開漳聖王廟，作為配祀神，香火不絕。
依1986年的《台灣廟宇榜》，陳元光有四位副祀神「四輔將軍」，其中沈毅為輔信將軍。